# ماريو ديسيديريو
ماريو ديسيديريو (بالإسبانية: Mario Desiderio)‏ هو لاعب كرة قدم أرجنتيني في مركز الهجوم، ولد في 1 فبراير 1938 في بوينس آيرس في الأرجنتين. شارك مع منتخب الأرجنتين تحت 23 سنة لكرة القدم ومنتخب الأرجنتين لكرة القدم. أما مع النوادي، فقد لعب مع إستوديانتيس دي لا بلاتا وديبورتيفو كالي ونادي أوهيجينس ونادي كاتانيا ونادي لاتسيو ويونيون ماغدالينا.

## وصلات خارجية
- ماريو ديسيديريو على موقع الاتحاد الدولي (مؤرشف)  (الإنجليزية)
- ماريو ديسيديريو على موقع ناشيونال فوتبول تيمز (الإنجليزية)
- ماريو ديسيديريو على موقع أوليمبيديا (الإنجليزية)